# Джефри Дивър
Джефри Уилдс Дивър (на английски: Jeffery Wilds Deaver) е американски писател на криминални романи и трилъри.

## Биография и творчество
Джефри Дивър е роден на 6 май 1950 г. в Глен Елън, Чикаго, Илинойс, САЩ. Баща му е бил в рекламната дейност, а майка му домакиня. Още от малък той е ентусиазиран да пише и създава първото си произведение на единадесетгодишна възраст от цели две глави.
Завършва Университета на Мисури като бакалавър по журналистика и започва работа във вестник. Желае да стане правен кореспондент на „Ню Йорк Таймс“ и на „Уол Стийт Джърнал“, затова продължава обучението си и завършва Юридическия факултет на Университета „Fordham“ с диплома по право. След завършването си работи за голяма юридическа кантора на Уол Стрийт. Използвайки времето на дългите пътувания до и от офиса, чете криминални романи. В свободното си време започва да пише разкази в списание „Алфред Хичкок“ и книги в жанра трилър.
Първият си роман „Voodoo“ публикува през 1988 г. Успехът му идва с романа „Manhattan Is My Beat“ (Манхатън е моят ритъм) същата година. Той е първият от трилогията „Rune“ с героиня продавачката от видеомагазин, която разследва убийството на възрастен клиент.
През 1990 г. Дивър се отказва от кариерата на адвокат и се посвещава на писателското си призвание.
През 1992 г. започва нова трилогия с романа „Shallow Graves“ с герой холивудския каскадьор Джон Пелам, който работи като фотограф, докато убийство на скъп приятел не го въвлича в разследването като любител детектив.
През 1997 г. стартира неговата най-популярна серия, в която герой е парализираният от кръста надолу вследствие на инцидент в метрото детектив-криминолог Линкълн Райм. Помощник и блестяща ученичка на детектива в инвалидна количка става красивата полицайка Амелия Сакс и други нейни колеги. Невероятните познания на Лайм по криминологичните детайли и безпогрешна логика го правят незаменим и търсен по различни заплетени случаи. Оригинално творческо откритие на Дивър е да отдели значително внимание на криминологията, което впоследствие намира място в много телевизионни крими-сериали и кинофилми.
През 2003 г. Дивър издава първия том от сборника с разкази „Престъпления с неочакван край“, а през 2006 г. втория том.
През 2007 г. Дивър стартира нова серия с героинята Катрин Данс, която води разпити, като оценява езика на тялото на анкетираните като жив детектор на лъжата.
Дивър създава своите романи по идеи или случки от действителността. Пречупва ги през въображението си и създава предварителна основа на романа от около 120 страници. След това той отделя особено внимание на проучването на детайлите, за да постигне реалистичност на действието. Постепенно доразработва и довършва романа според настроението си. Почти всички негови произведения се отличават със сложни обрати и изненади, имат неочакван край или дори множество такива. Макар да са различни, той не изневерява на стила си. Той казва: „Моята работа е да плаша хората, и аз правя това, което ги хваща за яката още с първата глава и ги води до края“. Така Дивър пише по един интелигентен психологически трилър за около осем месеца.
През 2011 г. Дивър е избран официално от „Ian Fleming Publications LTD“ да напише новия роман за Агент 007 Джеймс Бонд – „Картбланш“, който той публикува през май същата година. Той е вторият американски автор, който пише роман за Бонд, след Реймънд Бенсън.
През 2006 – 2007 г. участва в написването с благотворителна цел на романа „Ръкописът на Шопен“, („The Chopin manuscript“) с още 14 други автори (Лий Чайлд, Джоузеф Файндър, Джеймс Грейди, Джим Фузили, Дейвид Хюсън, С. Джей Роузан, Ерика Спиндлър, Джон Рамзи Милър, Дейвид Корбет, Джон Гилстрап, Питър Шпигелман, Ралф Пезуло, Лайза Скоталайн и П. Дж. Париш). В този експеримент Джефри Дивър съставя фабулата и героите, а всеки от останалите автори пише по една глава, след което Дивър обединява и завършва кулминацията на романа. Романът е прочетен от Алфред Молина за аудио-книга, която е излъчена през 2007 г. Обявен е за аудиокнига на 2008 г.
През 2009 г. по същата схема се създава от Дивър „The Copper Bracelet“ и 15 негови колеги (Гейл Линдс, Дейвид Хюсън, Джим Фузили, Джон Гилстрап, Джоузеф Файндър, Лайза Скоталайн, Дейвид Корбет, Линда Барнс, Джени Сайлър, Дейвид Лис, П. Дж. Париш, Брет Батълс, Лий Чайлд, Джон Ланд и Джеймс Фелън). Алфред Молина се връща като разказвач.
Двата аудиоромана са отпечатани през 2010 г. със заглавието „Watchlist“.
През 2010 – 2011 г. Дивър, заедно с още 25 автори (Сандра Браун, Матю Пърл, Питър Джеймс, и др., с предговор от Дейвид Балдачи) отново участва в уникален литературен експеримент и заедно създават романа „Няма покой за мъртвите“ („No Rest For the Dead“).
Дивър е редактор на „The Best American Mystery Stories 2009“.
По романите на Дивър са направени няколко филма. По романа „Колекционерът на кости“ е направен филмът „Колекционерът“ (1999) с участието на Дензъл Уошингтън в ролята на Линкълн Райм и Анджелина Джоли като Амелия Сакс. Филмът се нарежда сред блокбастърите в киното. По книгата „Осъдени на тишина“ филмът „Гробна тишина“ (1997) с участието на Джеймс Гарнър и Марли Матлин. За телевизията е филмиран романа „Сълзата на дявола“ (2010) с участието на Наташа Хенстридж, Том Евърет Скот и Рена Софър, както и разказа „The Weekender“ (2008). Откупени са и филмовите права на „Убийте Райм“, „Каменната маймуна“ и „Милост“.
През юли 2003 г. участва като актьор в три серии на сапунената опера „Докато свят светува“ („As the World Turns“) като корумпиран репортер. От 2007 до 2011 г. взема участие в документални ТВ филми за представяне на криминални автори и тяхното творчество.
Романите на Дивър са включени в списъците на бестселърите по целия свят, включително „Ню Йорк Таймс“, „The Times“, в „Кориере дела сера“ Италия, „The Morning Herald“ Сидни и „Лос Анджелис Таймс".
Номиниран е четири пъти за награда „Едгар“. През 2007 г. романът му „Часовникаря“ е награден с голямата награда на „Japanese Adventure Fiction Association“. Трилърите му „Не се обръщай“ и „Обект №522“ (2008) са обявени за романи на годината от „International Thriller Writers Association“. Носител е на наградите „Steel Dagger“ и „Short Story Dagger“ от Асоциацията на британските писатели на криминални романи, и на наградата „Nero Wolfe“. На три пъти получава наградата на „Ellery Queen Reader“ за най-добър разказ на годината, и е носител на наградата „British Thumping Good Read“.
Романите на Дивър се издават в над 120 страни и на повече от 35 езика.
Разведен е без деца. Живее в Северна Каролина и Калифорния, има немска овчарка. Активно участва в организации и кампании за защита на животните. Дивър казва: „Аз никога не би наранил дете или животно в моите книги.“ По-малката му сестра Джули Дивър пише книги за деца и юноши („The Night I Disappeared“, „Say Goodnight, Gracie“).

## Произведения

### Самостоятелни романи
- Voodoo (1988)
- Always a Thief (1989)
- Mistress of Justice (1992)
- Урокът от нейната смърт, The Lesson of Her Death (1993)
- Милост, Praying For Sleep (1994)
- Осъдени на тишина, A Maiden's Grave (1995)
- Сълзата на дявола, The Devil's Teardrop (1999)
- Speaking In Tongues (2000)
- The Blue Nowhere (2001)
- Garden of Beasts (2004) - награда „Иън Флеминг”
- Не се обръщай, The Bodies Left Behind (2008)
- Пастирът, Edge (2010)
- No Rest for the Dead (2011) – с Джеф Линдзи, Лайза Скоталайн, Дейвид Балдачи, Диана Габалдон, Томас Кук, Лори Армстронг, Фей Келерман, Андрю Гъли, Ламия Гули, Питър Джеймс, Джудит Джанс, Тес Геритсън, Реймънд Хури, Джон Лескроарт, Филип Марголин, Гейл Линдс, Алегзандър Маккол Смит, Сандра Браун, Майкъл Палмър, T. Джеферсън Паркър, Матю Пърл, Кати Райкс, Маркъс Сейки, Джонатан Сантлоуфър, Джеф Абът, Робърт Лоурънс Стайн и Марша Тали
Няма покой за мъртвите, изд.: ИК „Обсидиан“, София (2011), прев. Боян Дамянов
- Списъкът „Октомври“, The October List (2013)
- The Starling Project (2014)

### Трилогия „Rune“
1. Manhattan Is My Beat (1988)
2. Death of a Blue Movie Star (1990)
3. Hard News (1991)

### Трилогия „Джон Пелам“
1. Shallow Graves (1992) – с псевдоним Уилям Джефри
2. Bloody River Blues (1993)
3. Hell's Kitchen (2001)

### Серия „Линкълн Райм и Амелия Сакс“
1. Колекционерът на кости, The Bone Collector (1997)
2. Танцьорът, The Coffin Dancer (1998)
3. Убийте Райм, The Empty Chair (2000)
4. Каменната маймуна, The Stone Monkey (2002)
5. Невидимия, The Vanished Man (2003)
6. Дванайсетата карта, The Twelfth Card (2005)
7. Часовникаря, The Cold Moon (2006)
8. Обект №522, The Broken Window (2008)
9. Сенчеста зона, The Burning Wire (2010)
10. Професионалистите, The Kill Room (2013)
11. Колекционерът на татуировки, The Skin Collector (2014)
12. Стоманена целувка, Steel Kiss (2016)
13. Композитора, The Burial Hour (2017)
14. Имитаторът, The Cutting Edge (2018)

### Серия „Катрин Данс“
1. Спящата кукла, The Sleeping Doll (2007)
2. И няколко червени рози, Roadside Crosses (2009)
3. Твоята сянка, XO (2012) – политическа трилогия ч.1 с участие и на Линкълн Райм
4. С ръка на сърцето, Solitude Creek (2015)

### Серия „Колтър Шоу“
1. Избягай, ако можеш, The Never Game (2019)
2. The Goodbye Man (2020)

### Джеймс Бонд агент 007
- Картбланш, Carte Blanche (2011)

### Сборници разкази
- A Confederacy of Crime (2001)
- Престъпления с неочакван край 1, Twisted (2003)
- Престъпления с неочакван край 2, More Twisted (2006)
- Triple Threat (2013)
- Trouble in Mind (2014)

### Съвместни романи с други автори

#### Серия „Харолд Мидълтън“ (Harold Middleton)
- Ръкописът на Шопен, The Chopin manuscript (2007)
- Медната гривна, The Copper Bracelet (2009)
- Watchlist (2010)

#### Серия „Джеймс Бонд“ (James Bond)
- Carte Blanche (2011)

от серията има още 60 романа от различни автори

#### Серия „Библейски мистерии“ (Bibliomysteries)
- Приемлиева жертва, An Acceptable Sacrifice (2012)

от серията има още 32 романа от различни автори

### Новели
- A Dish Served Cold (2006)
- Rhymes with Prey (2014) (with John Sandford)
- Where the Evidence Lies (2016)
- The Sequel (2016)
- Double Cross (2017)
- Surprise Ending (2017)
- The Weapon (2018)
- The Victims' Club (2018)

### Документалистика
- Complete Law School Companion (1984)

### Музикални албуми
- XO The Album (2012) – написал е текста на 11 песни „American Blackguard Music“